# Henryk Sadownik
Henryk Sadownik (ur. 1938, zm. 2003) – profesor nauk ekonomicznych, członek Polskiej Akademii Nauk.

## Edukacja
Studia wyższe ukończył na Wydziale Handlu Szkoły Głównej Planowania i Statystyki. W roku 1972 uzyskał stopień naukowy doktora nauk ekonomicznych w SGPiS, w roku 1977 doktora habilitowanego nauk ekonomicznych, w 1984 roku tytuł profesora nauk ekonomicznych.

## Kariera zawodowa
Pracował w przedsiębiorstwach przemysłowych i państwowych; w latach 1970–1990 w Instytucie Administracji i Zarządzania w Warszawie (wcześniej Instytut Organizacji, Zarządzania i Doskonalenia Kadr) kolejno na stanowiskach od specjalisty do profesora. W latach 1991–1992 – dyrektor generalny Warszawskiej Szkoły Zarządzania im. K. Adamieckiego, od 1993 od 2003 roku profesor i rektor Warszawskiej Szkoły Zarządzania – Szkoły Wyższej. Stypendysta The Ford Foundation w Harvard Business School (USA) 1972–1973, visiting professor w Göteborgs Universitet (Szwecja) w 1985, absolwent Salzburg Seminar (Austria).
Od 1981 roku członek Komitetu Nauk Organizacji I Zarządzania Polskiej Akademii Nauk, od tegoż roku ekspert UNIDO-ONZ, członek Komisji ds. Reformy Gospodarczej (1981–1987), Rady Społeczno-Gospodarczej przy Sejmie PRL IX kadencji, członek European Foundation for Management Development w Brukseli (Belgia) (1991–1994), członek honorowy TNOiK, prezes ZG TNOiK latach 1985–1993, przewodniczący Rady Głównej Rzeczoznawców I Doradztwa TNOiK (1982–1985), członek Rady Naukowej Instytutu Organizacji I Zarządzania w Przemyśle (1995–2000). Przewodniczący Rady Fundatorów FAR (1994–1998). W latach 1974–1981 redaktor miesięcznika „Zarządzanie”, 1981–1990 redaktor naczelny miesięcznika „Doskonalenie Kadr Kierowniczych”.

## Dorobek naukowy
- Badania: Teoria i praktyka zarządzania organizacjami gospodarczymi, a w szczególności polityka i strategia firmy oraz zarządzanie zmianami.
- Autor organizacji metodyki usprawniania zarządzania (MUZOG) oraz zmodyfikowanej „case method”, wykorzystywanej w praktyce edukacyjnej w studiach podyplomowych.
- Autor ponad 150 prac publikowanych, m.in.:
  - „Metody oceny sprawności funkcjonowania organizacji gospodarczych”,
  - „Materiały i Studia IDKKAP” 1976: cele organizacji gospodarczej,
  - „Przegląd Organizacji” 1976,7; Metodyka usprawniania zarządzania w organizacjach gospodarczych,
  - „Materiały i Studia IDKKAP” 1978; Refleksje na tle reformy,
  - „Zarządzanie” 1991, 6-7; Od prawdziwego pieniądza, przez prawdziwych kierowników do prawdziwych przedsiębiorstw,
  - „Przegląd Organizacji” 1993, 9;
- Książki, m.in.:
  - „Planowanie sformalizowane w korporacjach” (1975),
  - „Doskonalenie zarządzania wielką organizacją gospodarczą” (1977),
  - „Kierownicy i specjaliści w usprawnianiu zarządzania” (1983),
  - Zrzeszenia przedsiębiorstw (koncepcja i jej realizacja w świetle uwarunkowań), w: Reforma po starcie (1984); Reforma gospodarcza, doświadczenia i problemy (współredaktor) (1985).
- Autor ponad 120 prac, projektów i ekspertyz nie opublikowanych.

## Odznaczenia
- Złoty i Srebrny Krzyż Zasługi,
- Krzyż Kawalerski OOP,
- Krzyż Oficerski OOP (2000),
- Złota Syrenka